# Isaiah Amaechi
Isaiah Amaechi (Los Angeles, 22 febbraio 1997) è un giocatore di football americano statunitense naturalizzato britannico che gioca come wide receiver per gli Straubing Spiders.